# Obora, Tachov
Obora là một làng thuộc huyện Tachov, vùng Plzeňský, Cộng hòa Séc.